# Franklin County, Florida
Franklin County är ett administrativt område i delstaten Florida, USA, med 11 549 invånare. Den administrativa huvudorten (county seat) är Apalachicola.

## Geografi
Enligt United States Census Bureau har countyt en total area på 2 687 km². 1 410 km² av den arean är land och 1 277 km² är vatten.

### Angränsande countyn
- Liberty County, Florida - nord
- Wakulla County, Florida - nordöst
- Gulf County, Florida - väst

### Orter
- Apalachicola
- Carrabelle
- Eastpoint